# Ӫ
Ӫ (minuskule ӫ) je písmeno cyrilice. Je používáno v evedštině a chantyjštině. Jedná se o variantu písmena Ө.